# 策梅洛定理 (博弈論)
策梅洛定理（英語：Zermelo's theorem）是博弈論的一條定理，以德國數學家恩斯特·策梅洛命名。定理表示在二人的有限遊戲中，如果雙方皆擁有完全的資訊，並且運氣因素並不牽涉在遊戲中，那先行或後行者當中必有一方有必勝/必不敗的策略。若運用至國際象棋，則策梅洛定理表示“要麼黑方有必勝之策略、要麼白方有必勝之策略、要麼雙方也有必不敗之策略”。
策梅洛的論文於1913年以德文發表，並被烏爾里希·施瓦伯（Ulrich Schwalbe）和保羅·沃克（Paul Walker）於1997年譯為英文。